# Forgách Simon (főpohárnok)
Ghymesi gróf Forgách Simon (1527. – Hertnek, 1598. szeptember 24.) dunántúli főkapitány, királyi főpohárnokmester, mindvégig a Habsburgok híve.

## Élete
Az ősrégi nemesi származású Forgách család sarja. Forgách Ferenc történetíró testvére. 1551-ben részt vett Lippa ostromában, 1552-ben pedig Temesvár védelmében. A vár feladásakor sebesülten török fogságba esett, de kiváltották. 1556-ban Kisszeben, majd Várad császári kapitánya. Egyévi ostromot követően a várat feladta Izabella királyné hadainak. 1561-ben részt vett a Heraclides vajda érdekében indított moldvai hadjáratban, 1562-1565 között a II. Jánossal folytatott háborúban és a török harcokban. 1567-től egri kapitány, Heves és Borsod vármegye főispánja. Ebben a tisztségében, mert pártját fogta a protestánsoknak, többször ellentétbe került Verancsics Antal érsek-püspökkel. 1569. augusztus 1-étől dunántúli főkapitány, 1593-ban királyi főpohárnokmester lett. A 15 éves háborúban is részt vett. 1594-ben közreműködött Hatvan ostromában, s Turánál május 1-én szétverte a fölmentő török sereget. A mezőkeresztesi vesztes csatában, 1596. október 26-án seregtest-parancsnok volt.
Felesége Markus Pemflinger nagyszebeni királybíró Orsolya nevű lánya volt.
1595-ben tagja volt a Báthory Zsigmond fejedelemmel szövetséget kötő magyarországi bizottságnak.
Hertnek reneszánsz udvarházát nagy költséggel kastéllyá alakította.